# 김하람 (국악인)
김하람(1989년 1월 14일 ~ )은 대한민국의 전통음악 연주가이다. 가족으로는 아버지, 어머니, 쌍둥이 여동생, 막내 남동생이 있다. 일산대진고등학교를 졸업하고, 2006년 사회적 기업 들소리에 입단하여 소속의 월드비트 비나리공연에서 타악기와 장구를 연주하고 있다.

## 음악 활동
- 2012년 서울 종로 월드비트 비나리 전용관 상설공연
- 2012년 슬로베니아, 아부다비, 영국
- 2011년 벨기에, 이탈리아, 브라질, 우루과이, 아르헨티나, 코스타리카, 일본, 국립극장, 용극장 외 다수 공연
- 2010년 러시아, 과테말라, 파나마, 베네수엘라, 남산국악당, 국립극장 등 다수 공연
- 2009년 WOMEX 쇼케이스 참가, 덴마크 코펜하겐
- 2009년 A MIL FESTIVAL, 칠레 산티아고
- 2009년 월드비트비나리 유럽GAS지역 투어 독일, 스위스, 룩셈부르크
- 2008년 global FEST 마국 뉴욕
- 2007년 디자이너이상봉 패션쇼, 러시아 모스크바
- 2007년 에딘버러 페스티벌, 영국 에딘버러
- 2007년 WOMAD 찰튼파크, 영국 런던
- 2007년 아일랜드 10도시 투어, 아일랜드
- 2006년 영국 Electric picnic Festival, Tribo of doris workshop fastival